# Montejo de Bricia
Montejo de Bricia ist ein spanischer Ort in der Provinz Burgos der Autonomen Gemeinschaft Kastilien und León. Der Ort gehört zur Gemeinde Alfoz de Bricia.

## Sehenswürdigkeiten
- Barocke Kirche San Julián y Santa Basilisa
- Felsenkirche (außerhalb des Ortes gelegen), genannt Cueva de la Tía Isidora
- Höhle El Horno